# 鑾駕庫 (北京故宮)
銮驾库，又称“内銮驾库”，位于紫禁城东华门迤南，是清朝銮仪卫贮存皇太后仪驾、皇帝法驾卤簿之所。

## 简介
銮驾库为一独立院落，院落北侧设有随门房6间，院落东南紧靠紫禁城城墙，西有内金水河。院落东侧有大库五间，南侧有大库十间，都是黄琉璃瓦硬山式顶，内设上下两层，两座建筑保存至今。此外，銮驾库内原来还有大堂三间、小堂三间，以及办事房、小库班房、档房等等，现均已无存。南库前曾经出土“古今通集库”碑，是明朝的遗物，可知此地当是明朝通集库的遗址。
銮仪卫除了此处“内銮驾库”之外，还有一个“外銮驾库”，设在北京东长安门外。
2015年10月10日，为庆祝故宫博物院建院90周年，故宫博物院开放了午门雁翅楼及东华门和两者间的城墙、慈宁宫及慈宁宫花园、寿康宫、宝蕴楼。其中东华门作为故宫博物院古建筑馆对外开放。故宫博物院古建筑馆分为东华门（主馆区）、东南角楼（角楼专展区）及銮仪卫旧址（石雕展览区），游客从午门经城墙到达东南角楼，再到东华门，途中可俯瞰銮仪卫旧址（即内銮驾库）的石雕展览。